# D'n Assessor Kees Minkels
D'n Assessor Kees Minkels is een carnavalesk figuur bij het Carnaval van Oeteldonk. De aanspreektitel van deze persoon is Assessor of Kees. De naam van het personage is Kees Minkels.
De kleding die D'n Assessor draagt is een boerenpak uit de Meierij van 's-Hertogenbosch. Dit pak bestaat uit een zwarte broek, een zwarte rechte jas met een overslag. Hij draagt een verlaagde bolhoed met daarop een lint met de kleuren van Oeteldonk, rood, wit en geel, waarbij de rode kleur bovenop prijkt. Hij draagt een Prins Amadeiro-das met horizontale kleuren en een gouden A in rood fond.
Kees bevindt zich steeds aan de zijde van d'n Peer en draagt zorg voor het wel en wee van de Burgervaojer (burgemeester) in de meest uitgebreide zin van het woord. Hij is mede verantwoordelijk voor het functioneren van de Peer. Tevens zorgt hij ervoor, dat alle egards jegens de Burgevaojer in acht worden genomen. Bij afwezigheid van de Prins kan hij in overleg met de Minister van Protocol zelfstandig optreden en de Peer waarnemen. Gedurende de Carnaval is hij continu in functie.